# Lublinia aurata
Lublinia aurata är en insektsart som beskrevs av Irena Dworakowska 1970. Lublinia aurata ingår i släktet Lublinia och familjen dvärgstritar.
Artens utbredningsområde är Sudan. Inga underarter finns listade i Catalogue of Life.